# ولری چو
ولری چو (انگلیسی: Valerie Chow؛ زادهٔ ۱۶ دسامبر ۱۹۷۰) یک هنرپیشه است.
از فیلم‌ها یا برنامه‌های تلویزیونی که وی در آن نقش داشته است می‌توان به چانگ‌کینگ اکسپرس اشاره کرد.